# السياحة في إنجلترا

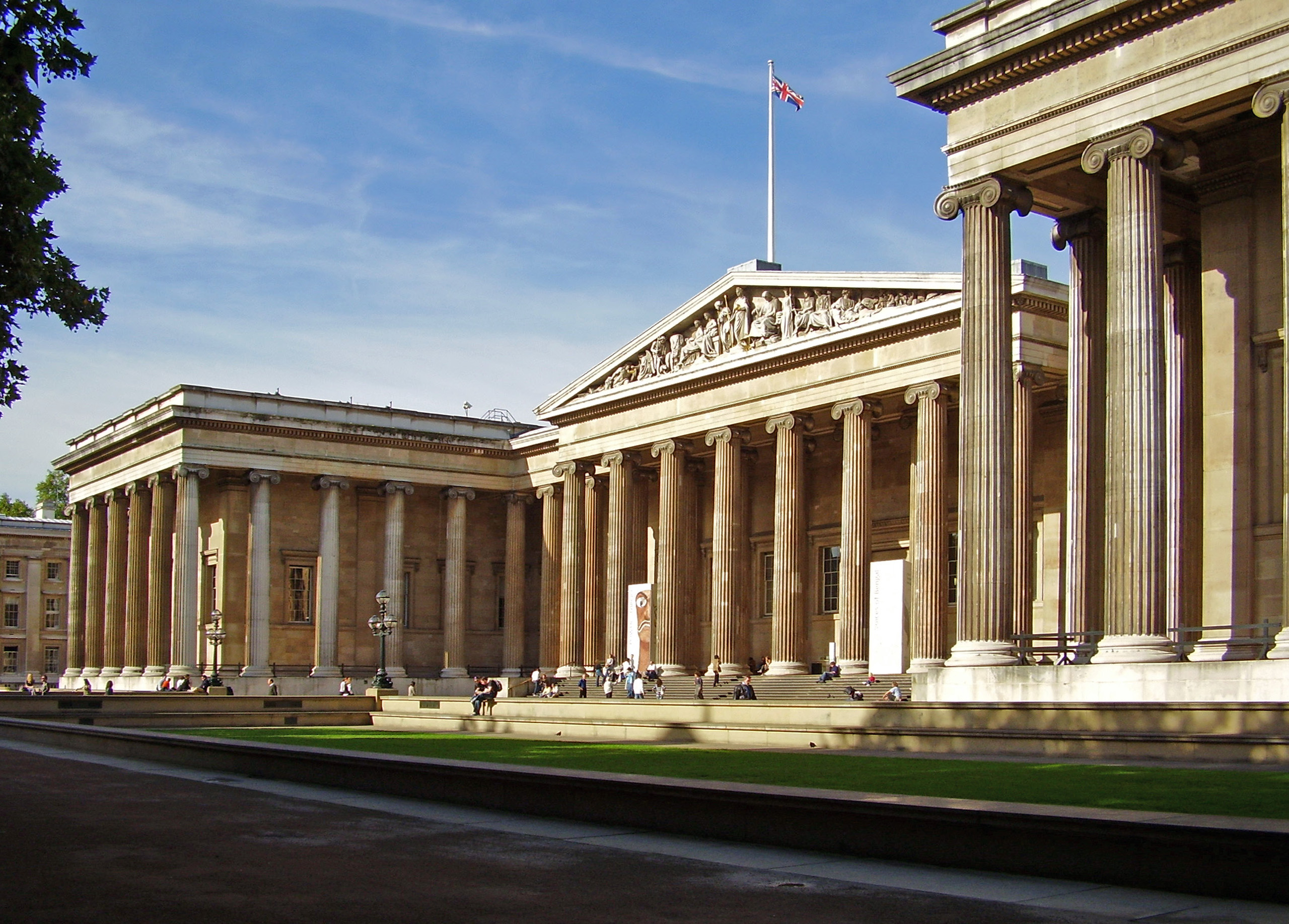
المتحف البريطاني، أكثر الأماكن زيارة في إنجلترا.

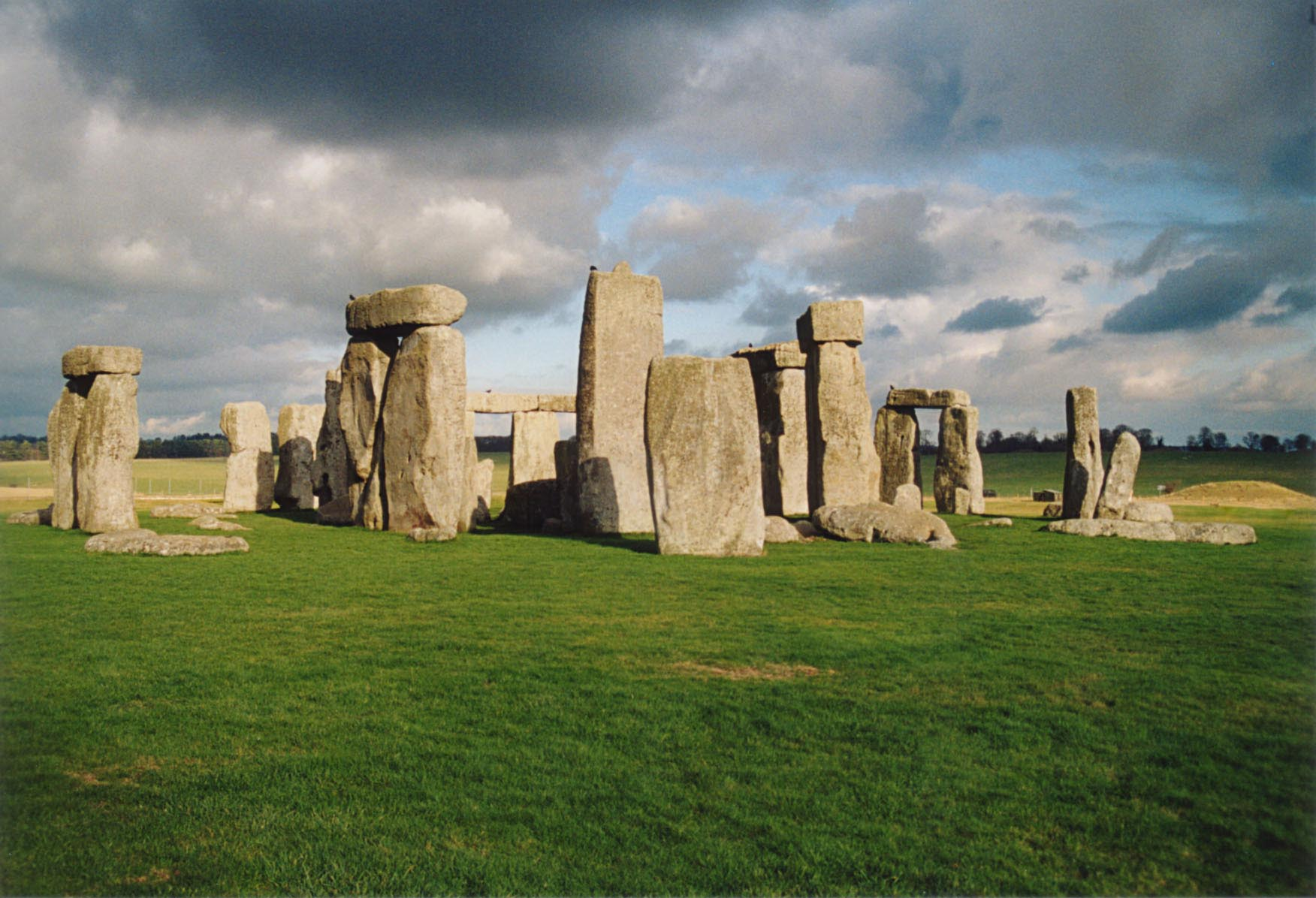
ستونهنج إحدى مواقع التراث العالمية.

السياحة في إنجلترا تلعب السياحة في إنجلترا دوراً هاماً لاقتصاد البلد الذي يتصف بتاريخه الطويل وثقافته المنتشرة في جميع أنحاء العالم من خلال نشر اللغة الإنجليزية والاستعمار الإنجليزي وجهة سياحية شعبية لا سيما في لندن.

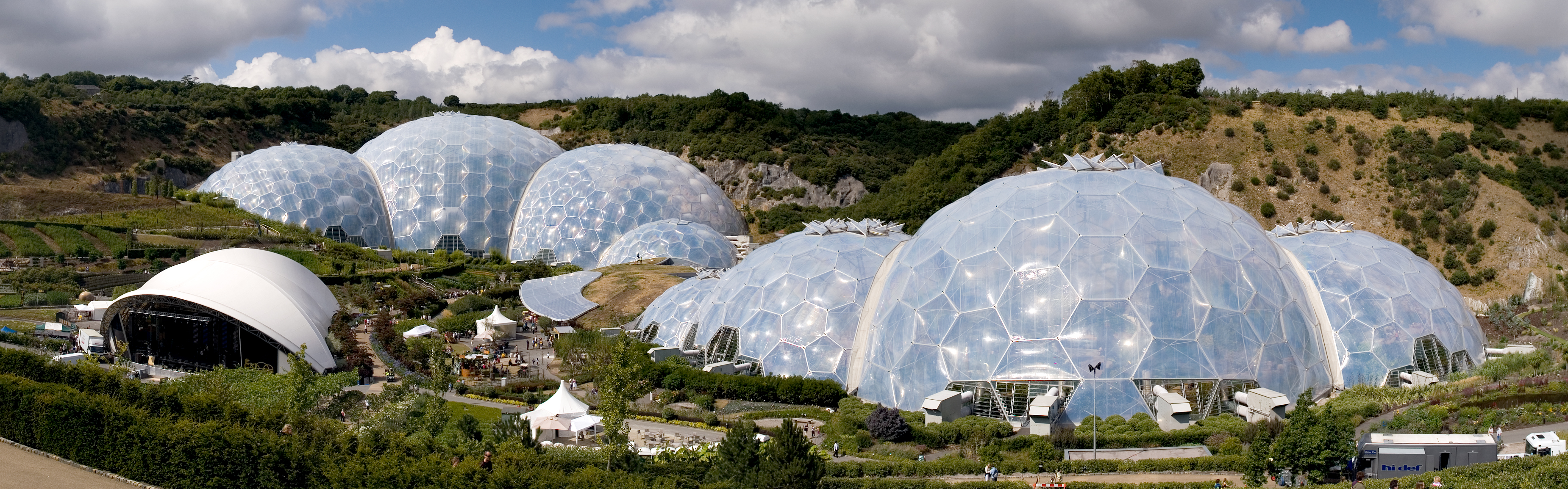
رؤية شاملة للقباب في مشروع عدن

## السياحة البيئية
- مشروع عدن في كورنوال من أشهر الأماكن الأماكن اجتذاباً للزوار.
- حديقة نيو فوريست التي هي من ضمن مواقع التراث العالمي في دورست وديفون.
- ستونهنج، حجارة ضخمة.